# Federico de Luxemburgo
Federico de Luxemburgo (965-6 de octubre de 1019). Fue conde de Moselgau, comarca o Gau que abarcaba desde el valle del Mosela en Metz hasta la frontera entre Alemania y Luxemburgo. Era uno de los hijos del matrimonio formado por Sigfrido de Luxemburgo y Heduiga de Nordgau.
Con una esposa cuyo nombre se desconoce tuvo los siguientes hijos:
- Enrique II, fallecido en 1047. Conde de Luxemburgo y duque de Baviera.
- Federico (1003-1065). Duque de Baja Lorena.
- Giselberto (1007-1059). Conde de Longwy, de Salm y de Luxemburgo.
- Adalbero III, fallecido en 1072. Obispo de Metz.
- Thierry, padre de:
  - Thierry, fallecido en 1075.
  - Enrique, fallecido en 1095. Conde palatino de Lorena.
  - Poppon, fallecido en 1103. Obispo de Metz.
- Ogiva (990-1036). Casada en 1012 con Balduino IV de Flandes.[1]
- Hermengarda (1000-1057). Casada con Güelfo II de Altdorf.
- Oda. Canonesa en Remiremont. Más tarde, abadesa de Saint-Rémy en Lunéville.
- Gisela (1019-después de 1058). Casada con Radulfo, señor de Aalst, padres de Gilberto de Gante.

- Datos: Q688842